# Sara Foster
Sara Michael Foster (Los Angeles, 5 febbraio 1981) è una modella e attrice statunitense.

## Carriera
Comincia la carriera ottenendo piccoli ruoli in serie televisive, tra cui Entourage, CSI - Scena del crimine e Crossing Jordan. Per un breve periodo conduce uno show su MTV nel 2002. Appare nel video Shape Of My Heart dei Backstreet Boys. Nel 2004 ottiene un ruolo principale nel film Brivido biondo, remake di una precedente pellicola ispirata a Il grande salto di Elmore Leonard. Nello stesso anno è protagonista del film di Angela Robinson D.E.B.S., dove interpreta un agente segreto che finisce per innamorarsi della sua nemica. Nel 2009 entra a far parte della serie tv 90210 nel ruolo di Jen Clark.

## Vita privata
Nasce a Los Angeles, California. È figlia di David Foster, musicista e produttore discografico. Ha frequentato Ashley Hamilton, Leonardo DiCaprio e Benicio del Toro. È sposata con il tennista tedesco Tommy Haas, da cui ha avuto due bambine.

## Filmografia

### Cinema
- D.E.B.S. - Spie in minigonna (D.E.B.S.), regia di Angela Robinson (2004)
- Brivido biondo (The Big Bounce), regia di George Armitage (2004)
- Amore in linea (The Other End of the Line), regia di James Dodson (2008)

### Televisione
- Entourage (episodio "Talk Show", 2004)
- Characters (cortometraggio, 2005)
- Crossing Jordan (episodio "Family Affair", 2005)
- CSI: Scena del crimine (episodio "Unbearable", 2005)
- South Beach (episodio pilota non andato in onda, 2006)
- Bachelor Party 2: The Last Temptation (2008)
- The Other End of the Line (2008)
- 90210 (2009-2010)
- Psych 9 (2009)
- Demoted (2009)

## Doppiatrici italiane
Nelle versioni in lingua italiana dei suoi lavori, Sara Foster è stata doppiata da:
- Federica De Bortoli in D.E.B.S. - Spie in minigonna,[2] CSI - Scena del crimine,[3] Amore in linea[4]
- Cristiana Rossi in Brivido biondo[5]
- Domitilla D'Amico in 90210[6]